# Dairy Queen
Dairy Queen är en amerikansk multinationell snabbmatskedja som säljer desserter, friterade kycklingbitar, glass, hamburgare, läsk, lökringar, milkshakes, pommes frites, sallader, stilldrinkar, varmkorvar och wraps. De har fler än 7 000 restauranger i 26 länder världen över. För 2017 hade både koncern och franchisetagare en total försäljning i USA på 3,643 miljarder amerikanska dollar. Dairy Queen ägs av International Dairy Queen, Inc., som i sin tur ägs av det Warren Buffett-kontrollerade holdingbolaget Berkshire Hathaway.
Företaget har sitt ursprung från den 4 augusti 1938 när John Fremont McCullough och sonen Alex McCullough skapade en variant av mjukglass och lyckades övertyga vännen Sherb Noble om att sälja glassen i dennes glassbutik i Kankakee i Illinois. Det blev en enorm succé och Noble lyckades sälja 1 600 av dessa inom bara två timmar. Dairy Queen grundades officiellt den 22 juni 1940 när trion öppnade en glassbutik utmed U.S. Route 66 i Joliet i samma delstat. 1953 började man även expandera internationellt när man öppnade sin första restaurang i Estevan, Saskatchewan i Kanada. 1987 köpte man juicekedjan Orange Julius. Den 21 oktober 1997 meddelades det att Berkshire Hathaway skulle köpa Dairy Queen för 585 miljoner dollar.
Snabbmatskedjans huvudkontor ligger i Bloomington i Minnesota.